# Augustin Vrtaník
Augustin Vrtaník (28. srpna 1878 Hulín – prosinec 1947) byl československý politik a meziválečný poslanec Národního shromáždění.

## Biografie
Podle údajů k roku 1925 byl profesí kovodělníkem v Přerově.
Po parlamentních volbách v roce 1925 získal za Komunistickou stranu Československa mandát v Národním shromáždění.
Zemřel náhle před koncem roku 1947, pohřben byl 31. prosince 1947 na městském hřbitově v Přerově.